# Robert Barande
Robert Barande (Perpinyà, 15 de setembre de 1926 - París, 27 d'abril de 2001) és un metge psiquiatra i psicoanalista nord-català. Fill d'agricultors, va estudiar al St-Louis de Gonzague i començà els seus estudis de medicina a Tolosa de Llenguadoc, però els continuaria a París des de 1946. Allí va conèixer Ilse Rothschild, amb qui es casaria en 1954. El 1953 es va diplomar en psicologia i va començar a treballar com a intern en psicologia a diversos hospitals. De 1954 a 1959 fou cap de clínica i especialitzat en neuropsiquiatria a l'hospital de Ville-Évrard i a l'hospital psiquiàtric de Clermont-de-l'Oise. Des de 1960 és membre de la Societat Psicoanalítica de París. De 1963 a 1983 fou cap adjunt del Centre de Consultations et de Traitements Psychanalytiques i es va iniciar en el psicodrama amb Jean Kestemberg.

## Publicacions
- Robert Barande, La Naissance Exorcisée - l'érotique anale de l'homme inachevé, Éditions Denoël, Paris, 1975
- Robert Barande, Parcours d'un Psychanalyste, Paris, Pro-Edi, 1989 ISBN 978-2-9083-3700-6
- Ilse et Robert Barande et alt., La sexualité perverse, études psychanalytiques, Paris, Payot, 1972
- Ilse et Robert Barande, Histoire de la psychanalyse en France, Toulouse, Privat, 1975
- -	(1983), « Antinomies du concept de perversion et épigenèse de l'appétit d'excitation (notre duplicité d'être inachevé) », Revue Française Psychanalyse. 1 « la perversion », p. 143-282
- Ilse et Robert Barande, De la perversion, Notre duplicité d'être inachevé, Lyon, Césura Lyon Édition, 1987